# Paratarsotomus
Paratarsotomus är ett släkte av spindeldjur som beskrevs av Kuznetsov 1983. Paratarsotomus ingår i familjen Erythracaridae.
Släktet innehåller bara arten Paratarsotomus sabulosus. Paratarsotomus är enda släktet i familjen Erythracaridae.